# سانتا آنیتا پارک
سانتا آنیتا پارک (انگلیسی: Santa Anita Park) یک پیست اسب‌دوانی در آرکادیا، ایالات متحده آمریکا است.
این پیست که در سال ۱۹۳۴ تاسیس شده میزبان المپیک تابستانی ۱۹۸۴ بوده و قرار است مسابقات سوارکاری المپیک تابستانی ۲۰۲۸ در آن برگزار شود.

## نگارخانه

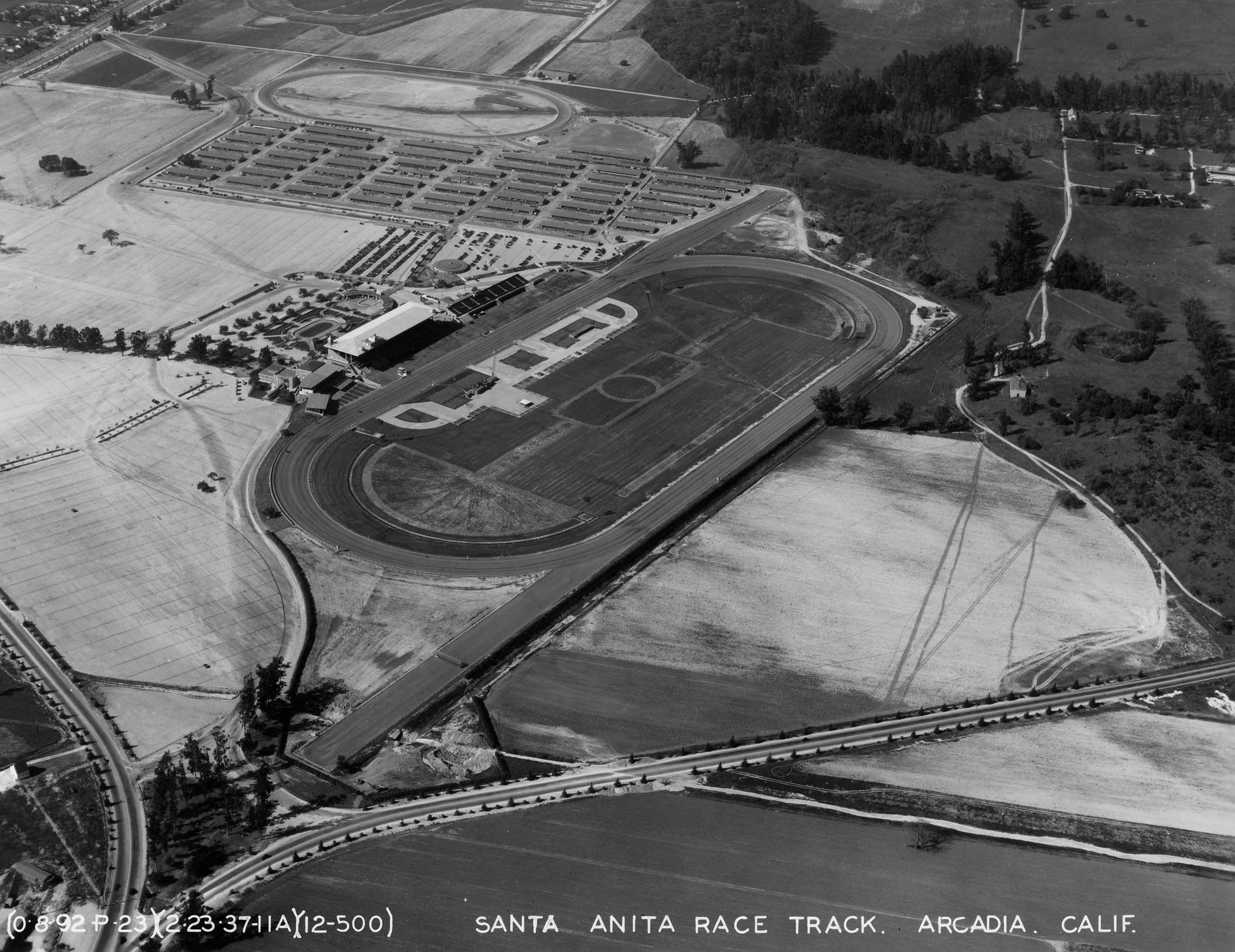
۱۹۳۷
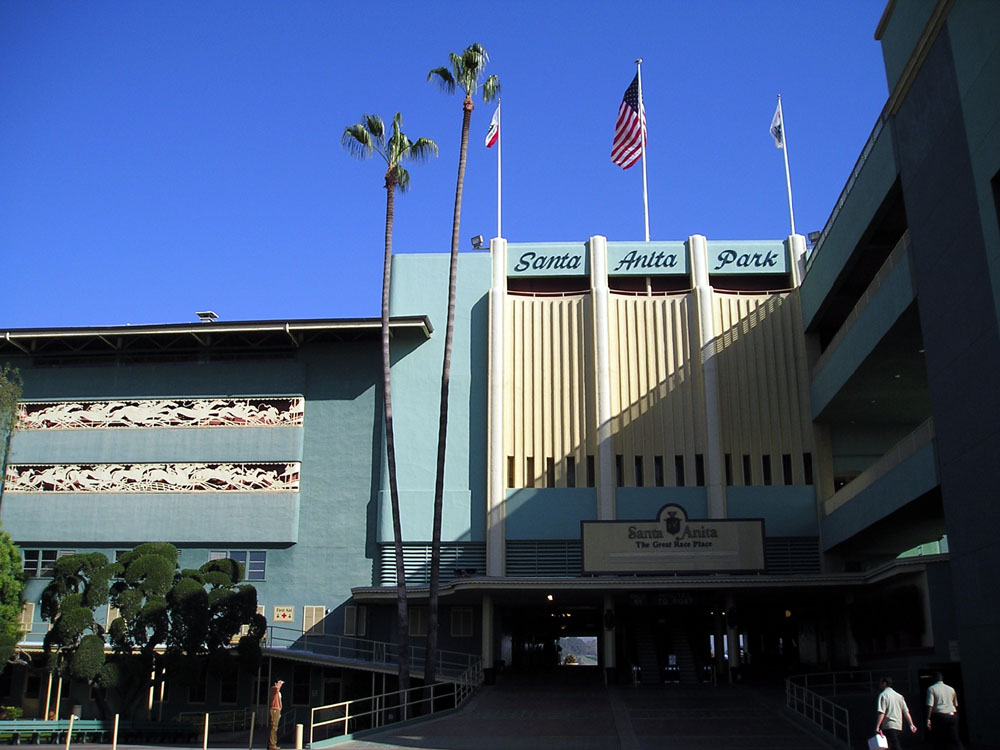
ورودی مجموعه
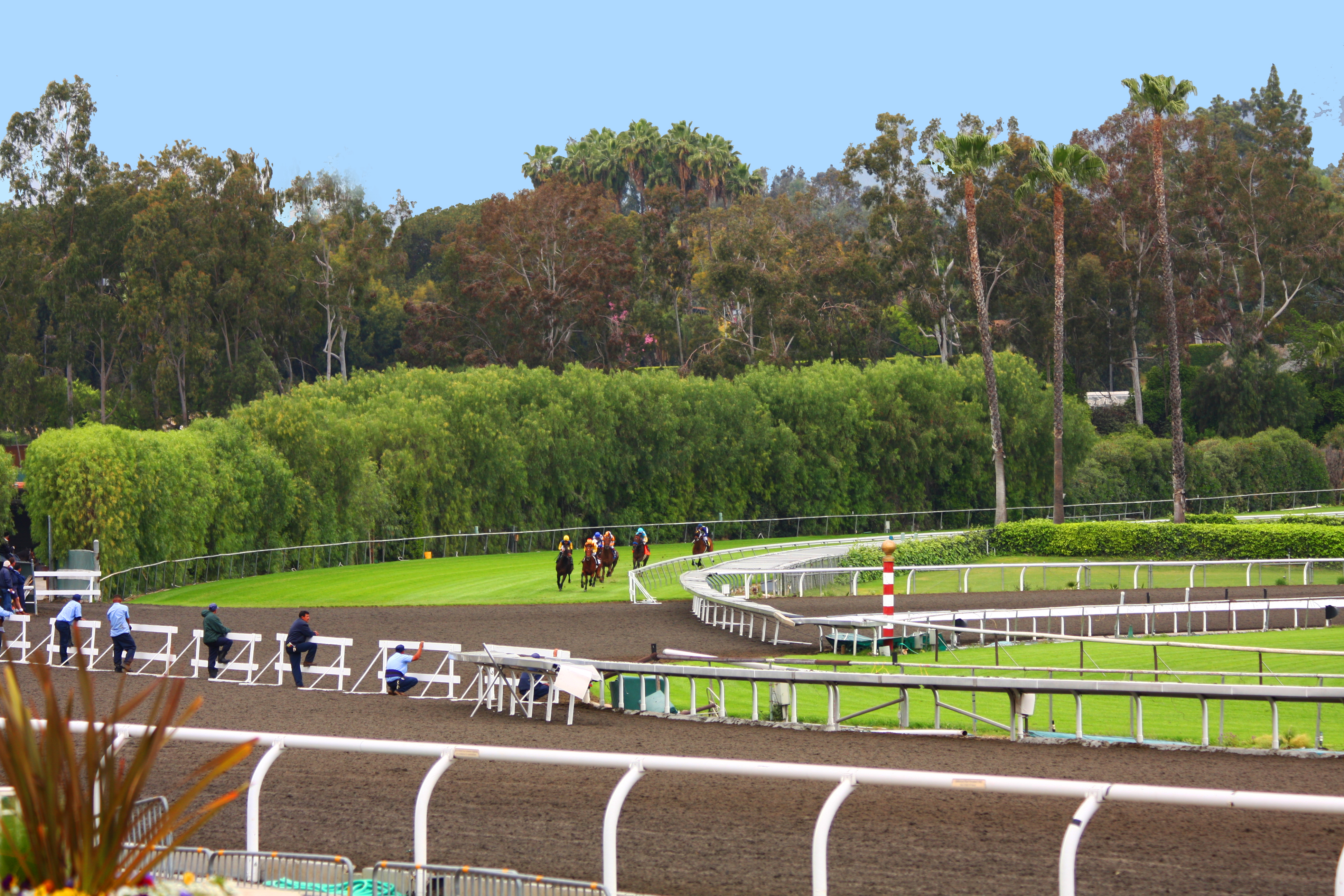
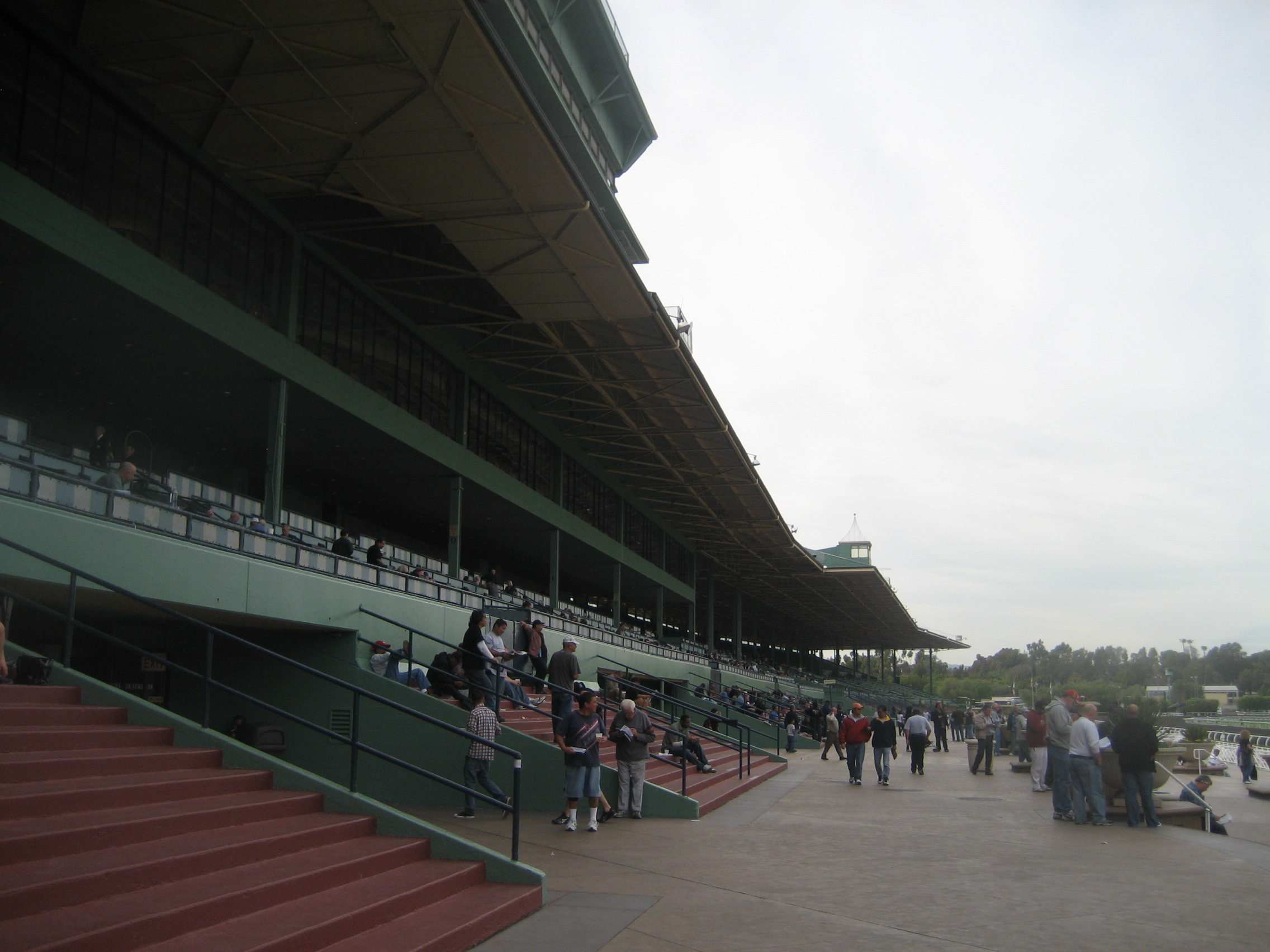
جایگاه تماشاگران